# Casa de Moneda (Argentina)
La Casa de Moneda (CMA) es una empresa pública perteneciente al Estado de Argentina, dependiente del Ministerio de Economía, encargada de la impresión de billetes y acuñación de monedas de curso legal. También se encarga de la impresión de estampillas, formularios oficiales, y medallas. Fundada el 29 de septiembre de 1875, inauguró su primera fábrica el 14 de febrero de 1881. 
En 1927 inauguró su museo que guarda billetes, monedas y estampillas de gran valor histórico. El edificio actual se encuentra en la Av. Antártida Argentina 2085 de la Ciudad de Buenos Aires.
Algunos de sus diseños han obtenido reconocimientos internacionales, como el billete de 100 pesos de Eva Duarte, premiado por la industria internacional durante la Segunda Conferencia Internacional de Impresiones de Alta Seguridad en Bogotá (Colombia).
Desde 2024 se encuentra en proceso de reducción y eventual disolución, delegando funciones que anteriormente poseía a otros organismos.

## Historia
El 29 de septiembre de 1875 el gobierno creó Casa de Moneda de la Nación a través de la ley 733. Comenzó a funcionar en 1881 a través de la acuñación de moneda metálica. En 1897 se establece que CMA va a ser la entidad pública encargada de la impresión de billetes, cuya primera línea es el Peso Moneda Nacional.
En 1977 cambia su tipo de figura jurídica a sociedad del Estado. 
En 2024 el gobierno empezó un proceso de reducción de la empresa. En ese mismo año se cambió su tipo de figura jurídica a sociedad anónima unipersonal y cerró la empresa Compañía de Valores Sudamericana, la cual era administrada por CMA y se encargaba de producir las matrículas automovilísticas del país. Un año después se traspasaron funciones de CMA, como la emisión de pasaportes al RENAPER, la producción de instrumentos fiscales a ARCA, y la gestión de la billetera virtual a ARSAT. Para 2025 el 75 % del circulante monetario era importado, proveniente de contratos con mejores condiciones económicas con las empresas China Banknote Printing and Minting Corporation y Crane Currency.

## Sedes

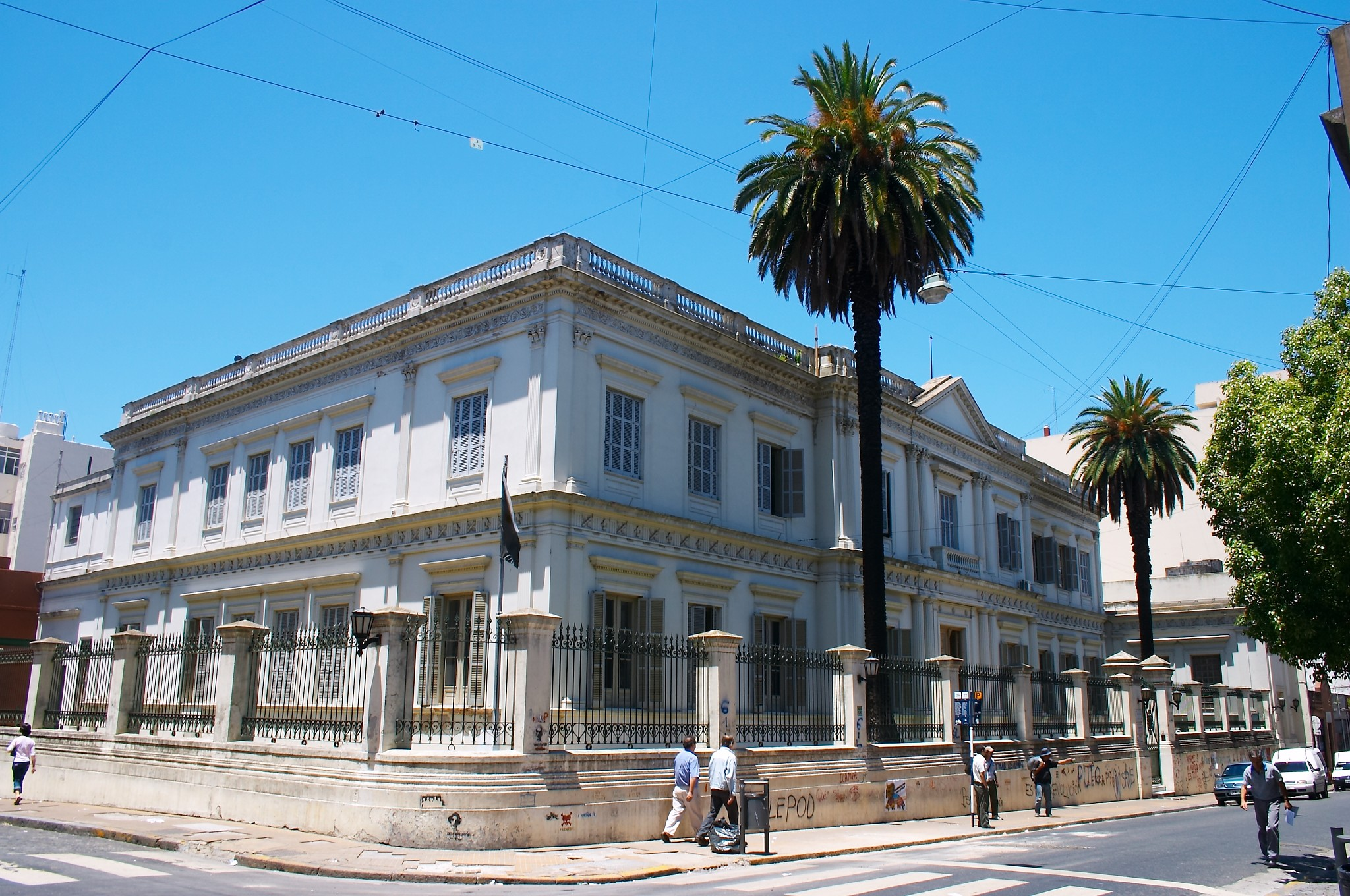
Primera sede de la Casa de Moneda.

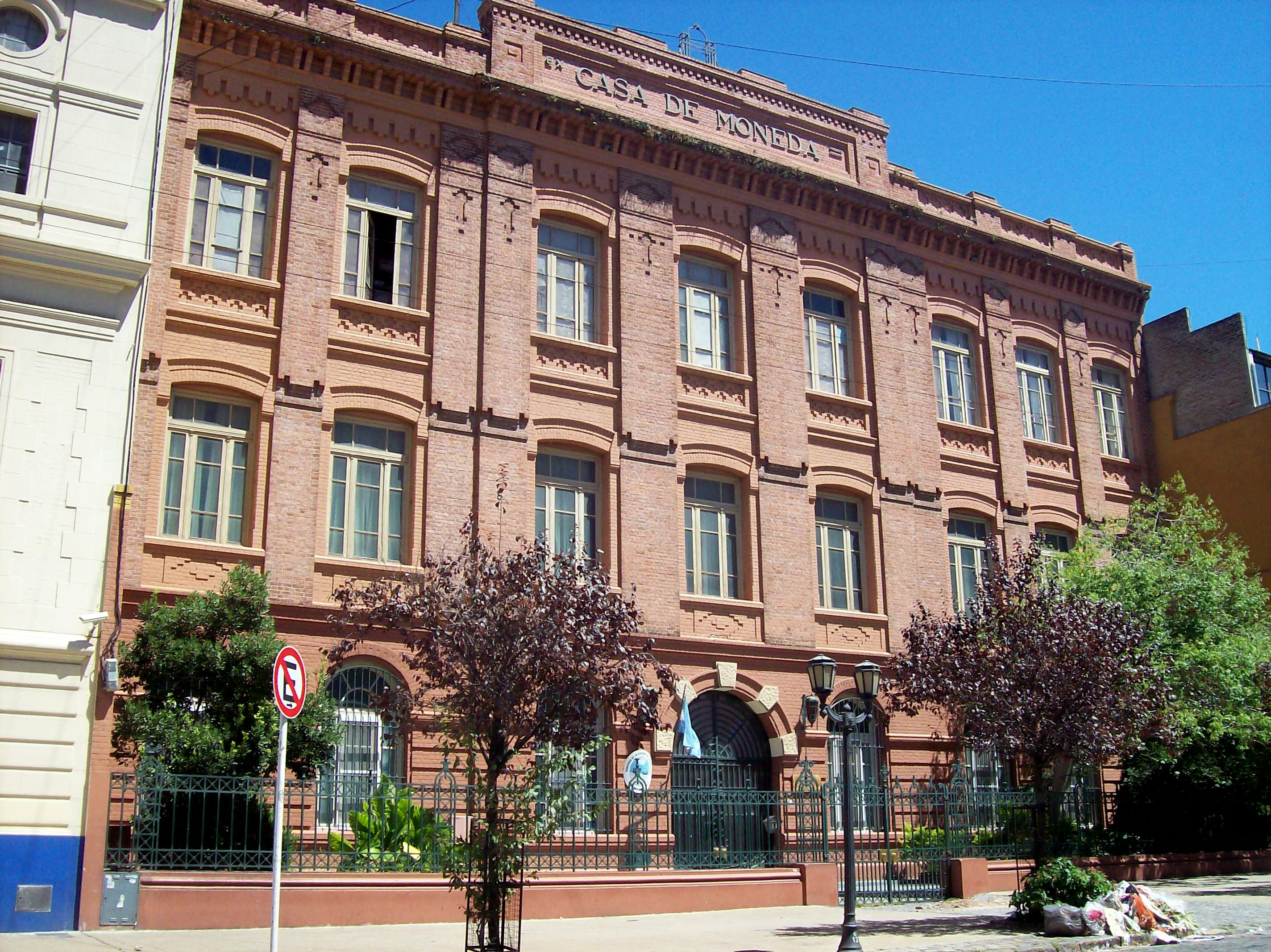
Anexo de la Casa de Moneda. Calle Balcarce.

La primera sede de la Casa de Moneda fue construida en un terreno en el cruce de las calles Defensa y México. Fue proyectada por el ingeniero Eduardo Castilla, a la sazón primer director de la institución, en estilo italianizante.
En esta parcela había funcionado el Hospital del Rey, fundado por el adelantado Juan de Garay y construido entre 1611 y 1613. Luego funcionó allí el Cuartel de la Partida Celadosa, luego el Cuerpo de Leones de Policía, luego el Cuartel de Infantería del Restaurador de las Leyes, y finalmente un corralón de la Corporación Municipal.
Esta primera Casa de la Moneda tiene una planta simétrica con patio central, planta baja y primer piso y una estructura realizada en hierro y ladrillos. En la fachada se destaca el portal de ingreso y su tímpano interrumpiendo la balaustrada del remate con un friso con metopas y triglifos adornados con abejas y flores de lis.
Ya en la década de 1910 este edificio resultaba insuficiente para las funciones de la Casa de Moneda, y es por eso que en una parcela de terreno adyacente, con salida por la calle Balcarce, se inauguró en 1914 el Anexo de la Casa de Moneda, construcción con frente de ladrillos de influencia estilística inglesa.
El Dr. Antonio A. García Morales, quien dirigió la institución entre 1935 y 1946 llevó adelante la decisión de construir una nueva sede para la Casa de la Moneda. Así, en 1937 fue cedido un terreno en la zona rellenada de la costa del Río de la Plata donde se había construido el Puerto Nuevo, y en 1939 se autorizó la edificación, mediante el decreto 29.158.
La nueva Casa de Moneda fue inaugurada el 27 de diciembre de 1944, y es la que cumple esa función en la actualidad. Se encuentra en la Avenida Antártida Argentina N.º 2085, es de estilo racionalista (aunque posee referencias neoclásicas monumentalistas, como las columnas del pórtico) y posee 40.913,11 m² de superficie cubierta, con cuatro plantas. Es obra de los arquitectos Quincke, Nin Mitchell y Chute —cuyo proyecto fue elegido por concurso en 1939— y estuvo a cargo de la constructora Curuchet, Olivera y Giraldez.
El edificio está compuesto en realidad por dos cuerpos conectados, que comparten la composición de subsuelo, planta baja y tres pisos. Hacia la Avenida Antártida Argentina está el acceso principal, jerarquizado por una escalinata, que lleva al hall principal de la sede administrativa. Del mismo hall parte el pasillo que conecta con el sector industrial, que tiene una planta en forma de E, unida a una más pequeña con forma de L.